# Subatlantikum
| Serie      | Klimastufe        | Pollen- zone | Zeitraum                  |
| ---------- | ----------------- | ------------ | ------------------------- |
| Holozän    | Subatlantikum     | X            | 450 v. Chr. bis heute     |
| Holozän    | Subatlantikum     | IX           | 450 v. Chr. bis heute     |
| Holozän    | Subboreal         | VIII         | 3.710–450 v. Chr.         |
| Holozän    | Atlantikum        | VII          | 7.270–3.710 v. Chr.       |
| Holozän    | Atlantikum        | VI           | 7.270–3.710 v. Chr.       |
| Holozän    | Boreal            | V            | 8.690–7.270 v. Chr.       |
| Holozän    | Präboreal         | IV           | 9.610–8.690 v. Chr.       |
| Pleistozän | Jüngere Dryaszeit | III          | 10.730–9.700 ± 99 v. Chr. |

Das Subatlantikum ist in der Blytt-Sernander-Klassifikation die letzte und derzeit aktuelle Klimaphase des Holozäns in Nordeuropa. Es dauert seit rund 2500 Jahren an. Seine Durchschnittstemperaturen liegen geringfügig tiefer als im vorausgehenden Subboreal und Atlantikum. In seinem Verlauf ereigneten sich mehrere Temperaturschwankungen, deren unmittelbare, ökologische Auswirkungen auf Flora und Fauna indirekt auch die Entwicklungsgeschichte der menschlichen Zivilisation deutlich beeinflussten. Mit der sich verstärkenden Industrialisierung hat jedoch die menschliche Gesellschaft die natürlichen Klimazyklen in den letzten beiden Jahrhunderten mit rasant gestiegenen Treibhausgasemissionen überlagert.

## Begriffsgeschichte und stratigraphische Stellung
Der Begriff Subatlantikum (d. h. unterhalb des Atlantikums), oft auch als Nachwärmezeit bezeichnet, wurde von Rutger Sernander zur Unterscheidung von Axel Gudbrand Blytts Atlantikum geprägt. Das Subatlantikum folgt auf das unmittelbar vorhergehende Subboreal. Es enthält gemäß dem Schema von Franz Firbas (1949) sowie von Litt u. a. (2001) die Pollenzonen IX und X bzw. nach Fritz Theodor Overbeck die Pollenzonen XI und XII.
Klimastratigraphisch wird das Subatlantikum meist in ein Älteres Subatlantikum (Pollenzone IX bzw. XI– Frühe Nachwärmezeit oder auch Buchenzeit bzw. Eichen-Buchenzeit) und in ein Jüngeres Subatlantikum (Pollenzone X bzw. XII – Späte Nachwärmezeit) unterteilt. Das Subatlantikum gehört zum bzw. bildet die Subepoche des Jung-Holozäns.
Dietrich Franke schlägt für Ostdeutschland die folgende weitere Untergliederung vor:
- Jüngstes Subatlantikum: 1800 AD bis heute: Neuzeit
- Jüngeres Subatlantikum: 1250 AD bis 1800 AD: Hochmittelalter
- Mittleres Subatlantikum: 500 AD bis 1250 AD: Völkerwanderung und Slawenzeit
- Älteres Subatlantikum: 500 v. Chr. bis 500 AD: Vorrömische Eisenzeit, Römerzeit und Beginn der Völkerwanderung

### Zeitliche Einordnung
Bemerkung: Nur die mit einer schwarzen Trennlinie markierten Grenzen sind mehr oder weniger exakt; sie basieren auf Jahresschichten in Seesedimenten in Nord-Zentral-Europa und gelten streng genommen nur für die Klimastufen. Die anderen Grenzen sind unsicher und nicht starr festgelegt. Insbesondere die Grenze zwischen Mittel- und Jungholozän ist sehr variabel. Bei den Kulturstufen ist die regional unterschiedliche Entwicklung zu beachten.

## Alter
Der Beginn des Subatlantikums wird gewöhnlich auf 2400 Kalenderjahre BP bzw. auf 450 v. Chr. datiert. Diese Grenze ist aber nicht als absolut starr anzusehen. Manche Autoren ziehen es vor, den Beginn des Subatlantikums mit 2500 Radiokohlenstoffjahren festzulegen, was im Mittel 630 v. Chr. entspricht. Gelegentlich wird der Beginn auch bis zu 1200 v. Chr. zurückverlegt.
Gemäß Franz Firbas wird der Übergang vom Subboreal (Pollenzone VIII) zum Älteren Subatlantikum (Pollenzone IX) durch den Rückgang der Hasel und der Linde bei gleichzeitiger, anthropogen geförderter Ausbreitung der Hainbuche charakterisiert. Der Rückgang erfolgte aber nicht überall zeitgleich. Für dieses Ereignis wurden beispielsweise im westlichen unteren Odertal 930 bis 830 v. Chr. ermittelt, in Südwestpolen (Niederschlesien) fand dieser Übergang jedoch bereits zwischen 1170 und 1160 v. Chr. statt.
Der Beginn des Jüngeren Subatlantikums (1250 n. Chr.) fällt mit der mittelalterlichen Bevölkerungsexpansion zusammen und wird durch ansteigende Anteile der Kiefer und zunehmende Siedlungszeiger gekennzeichnet. Für ihn ergaben sich in Niederschlesien Werte zwischen 1.050 und 1.270 n. Chr. Wird der Beginn des Jüngeren Subatlantikums jedoch mit dem Auftreten der Buchen verknüpft (1. Buchenmaximum), so muss er bereits in die Karolingerzeit (700 n. Chr.) vorverlegt werden.

## Klimageschichtlicher Verlauf in Europa

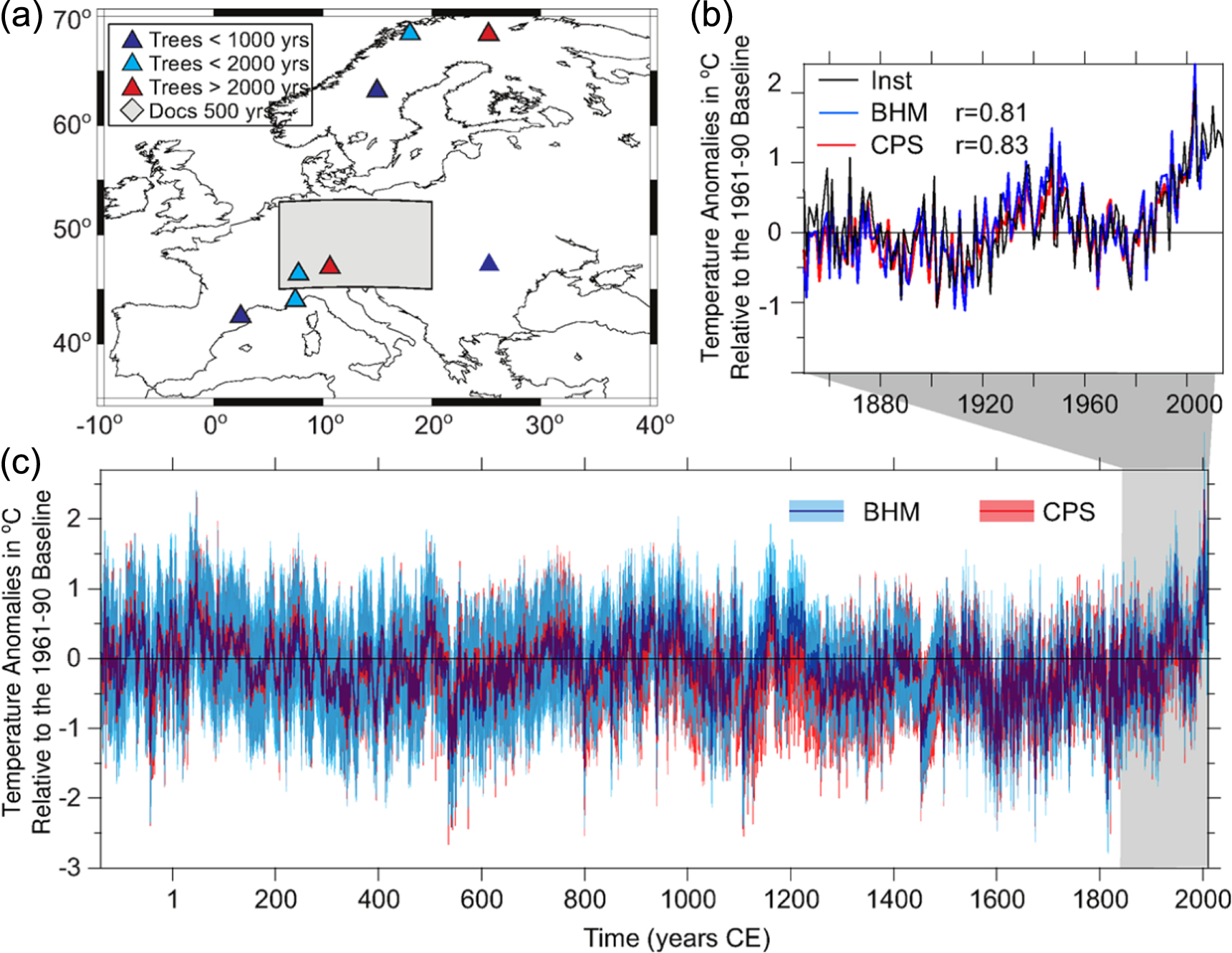
Anomalien der Sommertemperaturen in Europa, 138 v. u. Z –2003 n. u. Z

Die Sommertemperaturen des Subatlantikums waren insgesamt kühler und um bis zu 1,0 °C niedriger als im Subboreal, die Jahresdurchschnittstemperaturen um bis zu 0,7 °C. Die Winterniederschläge sind jedoch gleichzeitig um bis zu 50 % erhöht; das Klima tendiert folglich in Richtung nasskalt. Die durchschnittliche Untergrenze der Gletscher sank in Skandinavien während des Subatlantikums um 100 bis 200 Meter.
Das Subatlantikum begann ab Mitte des 1. Jahrtausends v. Chr. noch mit dem sogenannten Optimum der Römerzeit, das bis Anfang des 4. Jahrhunderts anhielt. In diese Zeit fällt ziemlich exakt die klassische Antike. Dieses Optimum wird durch einen Temperaturspike geprägt, der bei 2500 Jahren BP zentriert ist. Er drückt sich in Europa insbesondere durch um 0,6 °C gegenüber dem restlichen Subatlantikum erhöhte Wintertemperaturen aus, lag aber noch immer 0,3 °C unterhalb der Werte im vorausgegangenen Subboreal. Bohrkerne aus dem Inlandeis von Grönland ergeben gegenüber dem Jüngeren Subboreal einen deutlichen Temperaturanstieg.
Die anschließende, vergleichsweise kurze und schwach ausgeprägte Kälteperiode wird Pessimum der Völkerwanderungszeit genannt. Ein Temperaturverfall von 0,2 °C in den Durchschnittstemperaturen und 0,4 °C in den Wintertemperaturen zentriert sich bei 350 n. Chr. bzw. 1600 Jahren BP. Diese Veränderung zu einem trockeneren und kälteren Klima könnte die in Zentralasien beheimateten Hunnen zu ihrem Zug nach Westen veranlasst haben, wodurch wiederum die Wanderungen der germanischen Völker angestoßen wurden. Gleichzeitig erlebte das Byzantinische Reich eine erste Blüte und das Christentum etablierte sich in Europa als prägende monotheistische Religion.
Nach diesem kurzen Pessimum erwärmte sich das Klima etwa von 800 bis 1200 wieder auf das Niveau des Römer-Optimums. In diese Zeit fällt das Hochmittelalter, weshalb die Periode als Mittelalterliche Warmzeit (englisch Medieval Warm Period) bezeichnet wird. Das wärmere Klima mit Maxima um das Jahr 850 und 1050 n. Chr. (Temperaturen ermittelt anhand von Sedimenten im Nordatlantik) bewirkte ein Ansteigen der Baumgrenze in Skandinavien und in Russland um 100 bis 140 Meter und ermöglichte u. a. den Wikingern die Ansiedlung auf Island und Grönland. In dieser Zeit fanden die meisten der Kreuzzüge statt, und das Byzantinische Reich wurde durch das erstarkende Osmanische Reich zurückgedrängt.
Das Ende der mittelalterlichen Warmzeit wird ins beginnende 14. Jahrhundert datiert (Temperaturminimum bei 1350 n. Chr.). In diese Periode fielen zahlreiche dokumentierte Hungersnöte und die große Pestepidemie (der „Schwarze Tod“). Zahlreiche Siedlungen wurden in dieser Periode aufgegeben und wurden zu Wüstungen. Man nimmt an, dass die Bevölkerung Mitteleuropas gravierend (vielleicht um 50 %) abgenommen hatte.
Deutlich länger und stellenweise kälter wurde das anschließende Pessimum, das seinen Höhepunkt nach einer kurzzeitigen Erwärmung um das Jahr 1500 zwischen 1550 und 1860 hatte und als Kleine Eiszeit (englisch Little Ice Age) bekannt ist. Die Schneegrenze sank in diesem Zeitabschnitt auf der Nordhalbkugel um 100 bis 200 Meter. In diese Zeit fallen mehrere umwälzende Ereignisse (Dreißigjähriger Krieg, Französische Revolution). Parallel fand der spätere Teil der Renaissance statt und mündete in die Aufklärung. Auch die Industrialisierung nahm hier ihren Anfang.
Die Kleine Eiszeit endete im 19. Jahrhundert mit der vor allem durch menschliche Treibhausgasemissionen verursachten globalen Erwärmung. Die Sommertemperaturen der letzten drei Jahrzehnte in Europa sind wahrscheinlich höher als in jedem anderen gleich langen Zeitraum seit mindestens 138 v. u. Z.

## Atmosphäre
Messungen an Eisbohrkernen aus der Antarktis und Grönland zeigen für atmosphärische Treibhausgase eine untereinander vergleichbare Entwicklung. Nach einem zwischenzeitlichen Minimum im vorausgehenden Subboreal und Atlantikum kam es während des Subatlantikums in den Konzentrationen von Kohlendioxid (CO2), Methan (CH4) und Distickstoffmonoxid (Lachgas, N2O) zu einem allmählichen Anstieg, der jedoch ab dem Jahr 1800 mehr oder weniger parallel zum Temperaturverlauf drastisch in die Höhe schnellte. So stieg die CO2-Konzentration von 280 ppm auf den heutigen Wert von rund 400 ppm, CH4 von 700 auf 1800 ppb und N2O von 265 auf 320 ppb.
Ein in dieser Größenordnung in etwa vergleichbares Ereignis hatte zwar auch schon beim Übergang zum Holozän stattgefunden, dieser Prozess benötigte aber damals über 5000 Jahre. Die anthropogenen Treibhausemissionen stellen somit in ihrer Kurzfristigkeit ein bisher einzigartiges Experiment in der Erdgeschichte dar. Oft vollkommen unberücksichtigt bleibt hierbei die Freisetzung juvenilen Wassers aus fossilen Brennstoffträgern wie Steinkohle, Braunkohle, Erdgas und Erdöl.

## Meeresspiegel

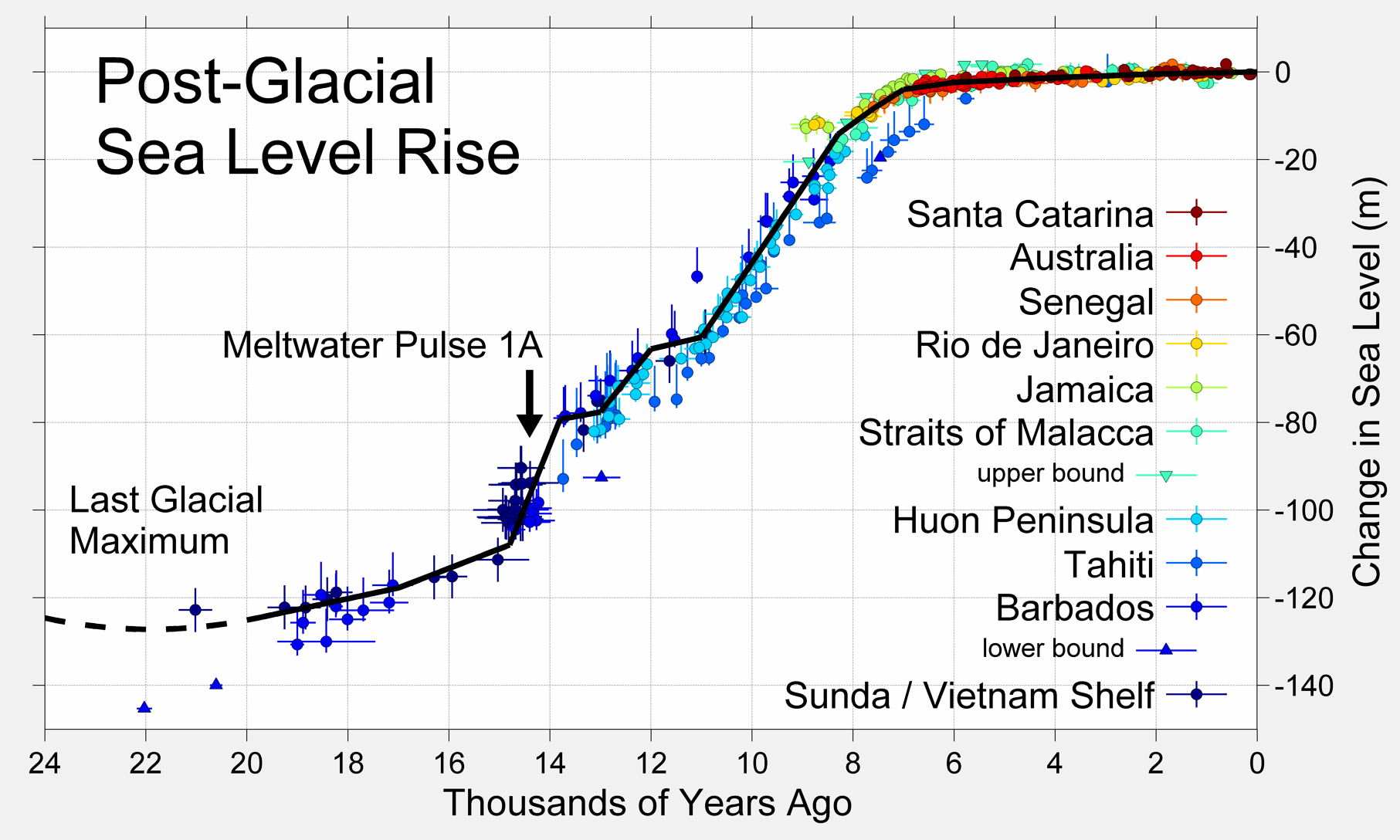
Der postglaziale Meeresspiegelanstieg

In den rund 2500 Jahren des Subatlantikums war der globale Meeresspiegel zwar konstant aber nur noch um 1 Meter angestiegen. Diese recht niedrige Rate von 0,4 Millimeter/Jahr änderte sich jedoch ab Ende des 19. Jahrhunderts drastisch. So wurden für den Zeitraum 1880 bis 2000 22 Zentimeter Anstieg gemessen, was einer Rate von 1,83 Millimeter/Jahr entspricht. Allein für die letzten 20 Jahren wurden mittels Satelliten sogar 50 Millimeter aufgezeichnet, dies entspricht immerhin einer neuen Rate von 2,5 Millimeter/Jahr und somit einer sechsfach erhöhten Geschwindigkeit. Diese Aussagen sind jedoch in der Fachwelt umstritten, da sich auch Landmassen und Meeresböden auf Grund der Plattentektonik über gewisse Zeiträume heben bzw. senken und somit ebenfalls den Meeresspiegel und dessen Messbezug beeinflussen.

### Entwicklung im Ostseeraum
Mit der 3. Littorina-Transgression wurde im Ältesten Subatlantikum im Ostseeraum der heutige Meeresspiegel erreicht. Der Meeresspiegelanstieg betrug bis zu 1 Meter, seitdem pendelte er um die Nulllinie. Es etablierte sich das Limnaea-Meer (postlittorine Phase). Das Limnaea-Meer besaß im Vergleich zum vorangegangenen Littorinameer einen geringeren Salzgehalt, der durch eine isostatische Verflachung der dänischen Seestraßen Kleiner Belt, Großer Belt und Öresund bedingt wurde. Dadurch wurde die Schnecke Littorina littorea allmählich von der Süßwasserschnecke Limnaea ovata verdrängt. Vor etwa 1300 Jahren kam es im Mittleren Subatlantikum nochmals zu einem schwachen Meeresspiegelanstieg. Der Salzgehalt blieb jedoch weiter am Sinken und neue Süßwassertaxa konnten einwandern. So wurde schließlich im Jüngeren und Jüngsten Subatlantikum das Limnaea-Meer vom Mya-Meer (Einwanderung der Sandklaffmuschel Mya arenaria vor rund 400 Jahren) und damit von der heutigen Ostsee abgelöst.

### Entwicklung im Nordseeraum
Im Älteren Subatlantikum folgte auf den leichten Meeresspiegelrückgang bzw. den Meeresspiegelstillstandes während des Subboreals mit der Dünkirchen-Transgression ein erneuter Anstieg zum heutigen Niveau.

## Vegetationsgeschichtliche Entwicklungstendenzen
Das feucht-kühle Ältere Subatlantikum (Pollenzone IX a) wird in Mitteleuropa durch den Eichenmischwald geprägt, in dem sich zunehmend Buchen etablierten (Eichenmischwälder mit Linden und Ulmen oder Eichenmischwälder mit Eschen und Buchen). Auf Feuchtstandorten siedelten sich Erlen-Eschenwälder an. Der Eichenmischwald hielt sich noch während des feucht-gemäßigten Mittleren Subatlantikums (Pollenzone IX b), besaß aber Optima der Rotbuche und der Weißbuche (Eichenmischwald mit Buchen oder Eichenmischwälder mit Ulmen, Hainbuchen und Buchen). Während des feucht-gemäßigten, dem heutigen Klima schon sehr ähnlichen Jüngeren Subatlantikums (Pollenzone X a) etablierte sich der Buchenmischwald bzw. ein reiner Buchenwald. Dominierend wurde jetzt jedoch die in der Bronzezeit begonnene anthropogene Acker-, Wiesen-, Weide- und Waldnutzung. Das jetzige Jüngste Subatlantikum (Pollenzone X b) besitzt ebenfalls ein feucht-gemäßigtes Klima mit einem deutlichen, von West nach Ost abnehmenden Jahresniederschlagsgradienten. Naturbelassene, ursprüngliche Wälder bestehen so gut wie nicht mehr und haben einem Kulturforstboden Platz gemacht.
In Nordwestdeutschland blieb der Eichenmischwald (EMW) während des Älteren Subatlantikums mit rund 40 % der Baumpollen zwar bestimmendes Element, zeigte aber unter starken Fluktuationen einen Rückgang im Jüngeren Subatlantikum. Ulmen und Linden als Bestandteile des Eichenmischwaldes blieben jedoch konstant. Die Erlenbestände gingen von anfangs 30 % auf 10 % zurück. Auch die Kiefern waren rückläufig, zeigten aber im Jüngsten Subatlantikum eine enorme, forstwirtschaftlich bedingte Ausbreitung. Hasel (15 %), Birken (5 %) und Weide (< 1 %) bewahrten in etwa ihre Bestände. Bezeichnend war jedoch die deutliche Ausbreitung von Buche (von 5 auf 45 %) und Hainbuche (von 1 auf 15 %). Laut H. M. Müller wurde sie durch die Zunahme der Humidität ab ca. 550 v. Chr. ausgelöst und anschließend durch das Nachlassen der Siedlungsaktivitäten während der Völkerwanderungszeit begünstigt.
Der Anteil der Kräuter (darunter Kornblumen, Meldengewächse, Sauerampfer und Wegerich) am Gesamtpollen wuchs ebenfalls sehr deutlich (von 15 auf 65 %). Auch Getreidetaxa ließen sich vermehrt nachweisen; sie belegen mit einem Anstieg von 5 auf 30 % den verstärkten Ackerbau im Jüngeren Subatlantikum.
In Norddeutschland (Ostholstein) verlief die vegetationsgeschichtliche Entwicklung sehr ähnlich. Bemerkenswert auch hier der rasche Anstieg der Nichtbaumpollen von 30 auf über 80 % im Jüngeren Subatlantikum (inklusive eines Anstiegs der Getreide von 2 auf über 20 %). Unter den Baumpollen konnte der Eichenmischwald seine Stellung mit 30 % bewahren. Die Erle verzeichnete hier ebenfalls einen Rückgang (von 40 auf 25 %). In etwa gleich (mit kleineren Fluktuationen) blieben Birke, Buche und Hainbuche (letztere hatten aber zu Beginn des Jüngeren Subatlantikums ein deutliches Optimum). Auffallend auch hier der Anstieg der Kiefer im Jüngsten Subatlantikum.
Folgende Leithorizonte konnten in Ostholstein ausgeschieden werden (von jung nach alt):
- Kiefernanstieg (K) – um 1800 n. Chr. – forstwirtschaftlich bedingt
- Buchengipfel 2 (F 2)
- Buchengipfel 1 (F 1) – um 1300 n. Chr.[26], in Niedersachsen bereits um 800 n. Chr.
- Haselmaximum 5 (C 5) – klimatisch bedingt – 200 bis 400 n. Chr.[27]

## Tierwelt (Fauna)
Die Mitte des 19. Jahrhunderts stark ansteigende Industrialisierung beeinträchtigt zunehmend unsere Umwelt und die Artenvielfalt auch der Tierwelt. Alarmierende Ausmaße hat diese Entwicklung ab 1985 angenommen. So zeigt der Living Planet Index bis zum Jahr 2000 bei den Wirbeltieren einen Rückgang in der Artenvielfalt um 40 %. Besonders stark betroffen sind Tiere in Süßwasserökosystemen, deren Artenvielfalt (vorwiegend durch Biotopverlust und Gewässerverschmutzung) um 50 % zurückgegangen ist.

## Zusammenfassung
Der seit der Neolithischen Revolution bereits im Atlantikum spürbar gewordene Einfluss des Menschen auf seine Umwelt verstärkte sich im Verlauf des Subatlantikums zusehends. Das Jüngste Subatlantikum dürfte in der Erdgeschichte die bisher erstmalige Zeitspanne darstellen, in welcher anthropogen forcierte Spikes (Umweltimpulse) bei weitem natürliche Regelkreisläufe in den Hintergrund drängen. Ob und wieweit diese anthropogenen Einträge mit katastrophalen Ereignissen der geologischen Vergangenheit rivalisieren werden, mag dahingestellt bleiben.